# Barbara Rafałowska
Barbara Rafałowska, właśc. Balbina Rafałowska z domu Halbersztadt, ps. „Janina Janowska” (ur. 11 listopada 1899 w Łodzi, zm. 23 marca 1993 w Warszawie) – polska tłumaczka i krytyczka literacka.

## Życiorys
Była córką Elji Halbersztadta i Pissy z domu Szenwic. W młodości mieszkała w Łodzi, gdzie uczęszczała do Gimnazjum M. Szrubko, a od 1916 do Gimnazjum Żeńskiego im. E. Orzeszkowej, gdzie w 1919 zdała maturę. Następnie studiowała germanistykę i historię literatury na Uniwersytecie Warszawskim (do 1924). Od 1925 była nauczycielką w warszawskich gimnazjach. W 1926 obroniła pracę doktorską na Uniwersytecie Warszawskim pt. Studia nad kompozycją „Buch der Lieder” Heinego, pod kierunkiem Zygmunt Łempickiego.
Debiutowała artykułem pt. „Gojawiczyńska nagrodzona”, zamieszczonym w „Lewarze” (1936). Współpracowała z wydawnictwem Wiedza i Życie. Po wybuchu II wojny światowej wyjechała o Białegostoku, gdzie pracowała jako nauczycielka. Od kwietnia 1940 przebywała w Kazachstanie. W marcu 1941 powróciła do Białegostoku, ponownie podejmując pracę nauczycielki. W wyniku konfliktu niemiecko-radzieckiego w czerwcu 1941 przeniosła się w głąb ZSRR, gdzie pracowała w tym samym zawodzie. W 1943 wezwał ją do Moskwy Związek Patriotów Polskich, kierując do pracy w Wydziale Literatury. Tam redagowała Biblioteczki Związku Patriotów Polskich, współpracowała z Komitetem do Spraw Dzieci Polskich w ZSRR jako autorka podręczników szkolnych, recenzentka wypisów szkolnych oraz uczestniczka zespołu programowego. Tam także publikowała artykuły i recenzje literackie w „Nowych Widnokręgach” (Moskwa, Kujbyszew, 1942, 1944–1945).
W 1946 powróciła do Polski gdzie działała w PPR (od 1948 PZPR) i została zastępczynią redaktora naczelnego Spółdzielni Wydawniczej „Książka”, później redaktora naczelnego Spółdzielni Wydawniczej „Książka i Wiedza”. Współpracowała z „Kuźnicą” (1946–1948) jako tłumaczka i krytyczka literacka. W latach 1950–1958 była zastępczynią redaktora naczelnego „Twórczości”, na łamach których publikowała szkice, artykuły i recenzje. Następnie w latach 1951–1594 pracowała w Instytucie Badań Literackich (IBL), kierując od lutego 1952 Działem Literatury Współczesnej, w tym samym roku zostając członkinią Rady Naukowej IBL. Ponadto zajmowała się metodyką nauczania, a także pracą przekładową i redakcyjną w zakresie współczesnej literatury polskiej i radzieckiej. Ponadto wykładała w Instytucie Kształcenia Kadr Naukowych i publikowała artykuły na temat zagadnień oświatowych w „Polonistyce” (1960–1961, 1963, 1965–1966).
Pochowana została na Cmentarzu Komunalnym Północnym w Warszawie (kw. T-II-5).

## Publikacje
- Język polski. Podręcznik dla klasy 3. Moskwa: Kom. do Spraw Dzieci Pol. w ZSRR przy Lud. Komisariacie Oświaty Ros. Federacyjnej SRR 1944.

### Przekłady i adaptacje
- Anton Makarenko: Poemat pedagogiczny. T 1-3 Łódź: Spółdzielnia Wydawnicza Książka 1946.
- Bohaterski czyn kapitana Saburowa. Warszawa: Książka i Wiedza 1951.

- Martin Andersen Nexø: Ludzie z Dangaardu. Dramat w 3 aktach. Warszawa: Książka i Wiedza 1950.
- Maksim Gorki: Po czyjej jesteście stronie „twórcy kultury”? (Odpowiedź moim czytelnikom w Ameryce). Warszawa: Książka i Wiedza 1950[1].

### Prace redakcyjne
- Czytanki polskie. Na kl. 3 szkół dla dzieci polskich w ZSRR. Moskwa: Kom. do Spraw Dzieci Pol. w ZSRR przy Lud. Komisariacie Oświaty Ros. Federacyjnej SRR 1944.
- Feliks Dzierżyński: Z Pism, Pamiętnika więźnia i Listów Feliksa Dzierżyńskiego. Warszawa: NK 1952, XVIII.
- Maksim Gorki: Opowiadania. Matka. Warszawa: PIW 1954.
- Maksim Gorki: Wieczór literacki. Warszawa: Czytelnik. 1956[1].